# Anatolij Bukriejew

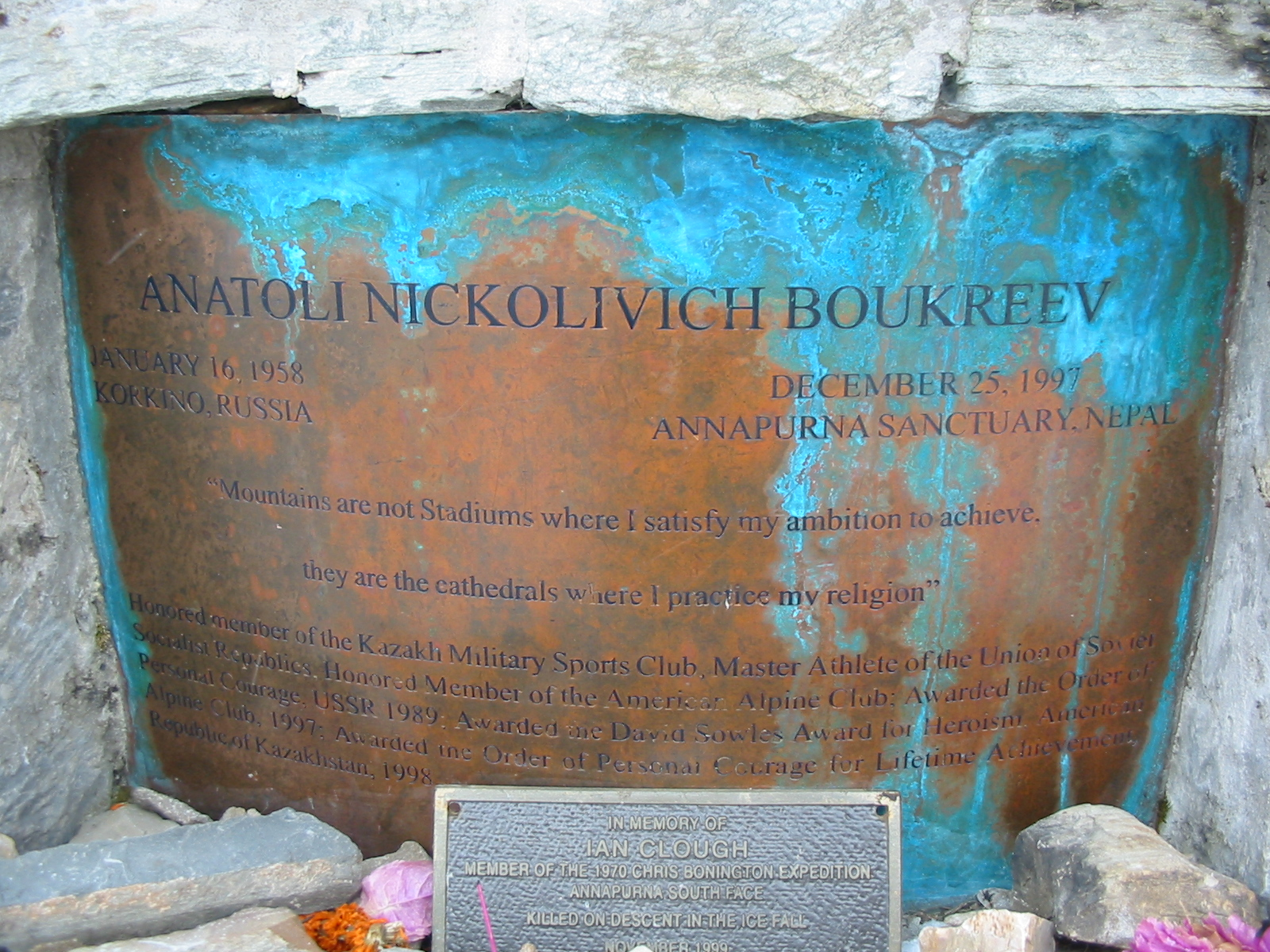
Tablica upamiętniająca Anatolija Bukriejewa w bazie pod Annapurną.

Anatolij Nikołajewicz Bukriejew (ros. Анатолий Николаевич Букреев, ur. 16 stycznia 1958 w Korkinie, zm. 25 grudnia 1997 w Nepalu) – kazachski wspinacz pochodzenia rosyjskiego, himalaista, autor książek o tematyce górskiej oraz trzykrotny zdobywca tytułu Śnieżnej Pantery. Zdobywca dziesięciu ośmiotysięczników. Z wykształcenia fizyk.
Był uczestnikiem tragicznej wyprawy komercyjnej na Mount Everest w 1996 r.
Zginął w lawinie podczas próby zimowego wejścia z Simone Moro oraz Dmitrijem Sobolevem południową ścianą na Annapurnę. Przeżył jedynie Simone Moro.

## Osiągnięcia wspinaczkowe
- 1987 – Pik Lenina (7137 m)
- 15 kwietnia 1989 – Kanczendzonga – wyznaczenie nowej drogi
- 30 kwietnia 1989 – Kanczendzonga – pierwszy trawers czterech ośmiotysięcznych wierzchołków masywu
- kwiecień 1990 – Denali (Mount McKinley) żebrem Cassina
- maj 1990 – Denali (Mount McKinley) zachodnim żebrem
- 1990 - zwycięstwo w Elbrus Race
- 10 maja 1991 – Dhaulagiri – poprowadzenie nowej drogi zachodnią ścianą
- 7 października 1991 – Mount Everest – drogą przez Przełęcz Południową
- 14 maja 1993 – Denali (Mount McKinley)
- 1 lipca 1993 – K2
- 29 kwietnia 1994 – Makalu II
- 15 maja 1994 – Makalu
- 17 maja 1995 – Mount Everest północną granią
- 8 października 1995 – Dhaulagiri – rekord najszybszego wejścia (17 godzin i 15 minut)
- 8 grudnia 1995 – Manaslu
- 10 maja 1996 – Mount Everest – drogą przez Przełęcz Południową
- 17 maja 1996 – Lhotse – wejście solowe, rekord najszybszego wejścia
- 25 września 1996 – Czo Oju
- 9 października 1996 – północny wierzchołek Sziszapangmy
- 24 kwietnia 1997 – Mount Everest
- 23 maja 1997 – Lhotse
- 7 lipca 1997 – Broad Peak – wejście solowe
- 14 lipca 1997 – Gaszerbrum II

## Publikacje
- 1997 – The Climb: Tragic Ambitions on Everest (razem z Garym Westonem DeWalt), ISBN 0-312-96533-8; polskie wydanie: Wspinaczka: Mount Everest i zgubne ambicje, 2006, ISBN 83-7384-463-5
- 2002 – Above the Clouds: The Diaries of a High-Altitude Mountaineer (razem z Lindą Wylie), ISBN 0-312-29137-X